# ISO 3166-2:IE
ISO 3166-2:IE è uno standard ISO che definisce i codici geografici delle suddivisioni dell'Irlanda; è un sottogruppo dello standard ISO 3166-2.
Sono assegnati codici a due livelli di suddivisione, le quattro province e le ventisei contee; i primi sono formati da IE- (sigla ISO 3166-1 alpha-2 dello Stato) seguito da una lettera, mentre i secondi da IE- seguito da una o due lettere.

## Codici

### Province
| Codice | Provincia | Nome in gaelico |
| ------ | --------- | --------------- |
| IE-C   | Connacht  | Connacht        |
| IE-L   | Leinster  | Laighin         |
| IE-M   | Munster   | An Mhumhain     |
| IE-U   | Ulster    | Ulaidh          |

### Contee
| Codice | Contea    | Nome in gaelico   | Provincia |
| ------ | --------- | ----------------- | --------- |
| IE-CW  | Carlow    | Ceatharlach       | Leinster  |
| IE-CN  | Cavan     | An Cabhán         | Ulster    |
| IE-CE  | Clare     | An Clár           | Munster   |
| IE-CO  | Cork      | Corcaigh          | Munster   |
| IE-DL  | Donegal   | Dún na nGall      | Ulster    |
| IE-D   | Dublino   | Baile Átha Cliath | Leinster  |
| IE-G   | Galway    | Gaillimh          | Connacht  |
| IE-KY  | Kerry     | Ciarraí           | Munster   |
| IE-KE  | Kildare   | Cill Dara         | Leinster  |
| IE-KK  | Kilkenny  | Cill Chainnigh    | Leinster  |
| IE-LS  | Laois     | Laois             | Leinster  |
| IE-LM  | Leitrim   | Liatroim          | Connacht  |
| IE-LK  | Limerick  | Luimneach         | Munster   |
| IE-LD  | Longford  | An Longfort       | Leinster  |
| IE-LH  | Louth     | Lú                | Leinster  |
| IE-MO  | Mayo      | Maigh Eo          | Connacht  |
| IE-MH  | Meath     | An Mhí            | Leinster  |
| IE-MN  | Monaghan  | Muineachán        | Ulster    |
| IE-OY  | Offaly    | Uíbh Fhailí       | Leinster  |
| IE-RN  | Roscommon | Ros Comáin        | Connacht  |
| IE-SO  | Sligo     | Sligeach          | Connacht  |
| IE-TA  | Tipperary | Tiobraid Árann    | Munster   |
| IE-WD  | Waterford | Port Láirge       | Munster   |
| IE-WH  | Westmeath | An Iarmhí         | Leinster  |
| IE-WX  | Wexford   | Loch Garman       | Leinster  |
| IE-WW  | Wicklow   | Cill Mhantáin     | Leinster  |